# Led Zeppelin North American Tour 1977
Led Zeppelin North American Tour 1977 – jedenasta i ostatnia amerykańska trasa koncertowa Led Zeppelin, która odbyła się w 1977 r. Zaplanowano na nią 51 koncertów, jednak odbyły się 44. Następnych siedem koncertów zostało odwołanych z powodu śmierci syna Roberta Planta.

## Program koncertów
1. „The Song Remains the Same” (Page, Plant)
2. „The Rover” (intro)/"Sick Again” (Page, Plant)
3. „Nobody's Fault by Mine” (Page, Plant)
4. „In My Time of Dying” (Page, Plant, Bonham, Jones) lub „Over the Hills and Far Away” (Page, Plant)
5. „Since I’ve Been Loving You” (Page, Plant, Jones)/"Tea for One” (solo)
6. „No Quarter” (Page, Plant, Jones)
7. „Ten Years Gone” (Page, Plant)
8. „The Battle for Evermore” (na wokalu John Bonham i John Paul Jones)
9. „Going to California” (Page, Plant)
10. „Dancing Days” (Page, Plant) (tylko 26 i 27 marca)
11. „Black Country Woman” (Page, Plant)/"Bron-Yr-Aur-Stomp” (Page, Plant, Jones)
12. „White Summer"/"Black Mountain Side” (Page)
13. „Kashmir” (Bonham, Page, Plant)
14. „Out on the Tiles” (intro)/"Over the Top"/"Moby Dick” (Page, Jones, Bonham)
15. Guitar Solo (Page)/"Star Spangled Banner”
16. „Achilles Last Stand” (Page, Plant)
17. „Stairway To Heaven” (Page, Plant)

Typowe bisy podczas pierwszej części trasy:
1. „Rock and Roll” (Page, Plant, Jones, Bonham)
2. „Trampled Under Foot” (Page, Plant, Jones)

Typowe bisy podczas drugiej części trasy:
1. „Whole Lotta Love” (intro) (Bonham, Dixon, Jones, Page, Plant)
2. „Rock and Roll” (Page, Plant, Jones, Bonham)

Inne bisy grane okazjonalnie:
1. „Heartbreaker” (Bonham, Page, Plant)
2. „Black Dog” (Page, Plant, Jones)
3. „It'll Be Me” (cover Jacka Clementa)
4. „Communication Breakdown” (Bonham, Jones, Page)

## Lista koncertów
- 1 kwietnia – Dallas, Teksas – Dallas Memorial Auditorium
- 3 kwietnia – Oklahoma City, Oklahoma, USA – The Myriad
- 6, 7, 9 i 10 kwietnia – Chicago, Illinois, USA – Chicago Stadium
- 12 kwietnia – Bloomington, Minnesota, USA – Metropolitan Center
- 13 kwietnia – Saint Paul, Minnesota, USA – Civic Center
- 15 kwietnia – St. Louis, Missouri, USA – St. Louis Arena
- 17 kwietnia – Indianapolis, Indiana, USA – Market Square Arena
- 19 i 20 kwietnia – Cincinnati, Ohio, USA – Riverfront Coliseum
- 23 kwietnia – Atlanta, Georgia, USA – The Omni
- 25 kwietnia – Louisville, Kentucky, USA – Freedom Hall
- 27 i 28 kwietnia – Richfield, Ohio, USA – Richfield Coliseum
- 30 kwietnia – Pontiac, Michigan, USA – Silverdome
- 18 maja – Birmingham, Alabama, USA – Birmingham-Jefferson Convention Complex
- 19 maja – Baton Rouge, Luizjana, USA – LSU Assembly Center
- 21 maja – Houston, Teksas, USA – The Summit
- 22 maja – Fort Worth, Teksas, USA – Tarrant County Convention Center
- 25, 26, 28 i 30 maja – Landover, Maryland, USA – Capital Centre
- 31 maja – Greensboro, Karolina Północna, USA – Greensboro Coliseum
- 3 czerwca – Tampa, Floryda, USA – Tampa Stadium
- 7, 8, 10, 11, 13 i 14 czerwca – Nowy Jork, USA – Madison Square Garden
- 19 czerwca – San Diego, Kalifornia, USA – San Diego Sports Arena
- 21, 22, 23, 25, 26 i 27 czerwca – Inglewood, Kalifornia, USA – Kia Forum
- 17 lipca – Seattle, Waszyngton, USA – Kingdome
- 20 lipca – Tempe, Arizona, USA – Arizona State University Activities Center
- 23 i 24 lipca – Oakland, Kalifornia, USA – Oakland-Alameda County Coliseum

Koncerty odwołane po śmierci syna Roberta Planta:
- 30 lipca – Nowy Orlean, Luizjana, USA – Louisiana Superdome (odwołany)
- 2 i 3 sierpnia - Chicago, Illinois, USA – Chicago Stadium (odwołane)
- 6 sierpnia – Orchard Park, Nowy Jork, USA – Rich Stadium (odwołany)
- 9 i 10 sierpnia – Pittsburgh, Pensylwania, USA – Civic Arena (odwołane)
- 13 sierpnia – Filadelfia, Pensylwania, USA – John F. Kennedy Stadium (odwołany)